# Let's Be Still
| Recensione | Giudizio |
| ---------- | -------- |
| AllMusic   |          |

Let's Be Still è un album studio del gruppo musicale statunitense The Head and the Heart, pubblicato nel 2013.

## Tracce
Testi e musiche di Josiah Johnson, Jon Russell, Charity Thielen, Kenny Hensley, Chris Zasche e Tyler Williams.
1. Homecoming Heroes – 3:46
2. Another Story – 4:34
3. Springtime – 0:53
4. Summertime – 2:53
5. Josh Mcbride – 5:13
6. Shake – 4:01
7. Cruel – 4:59
8. Let's Be Still – 4:28
9. My Friends – 3:22
10. 10,000 Weight in Gold – 4:12
11. Fire/Fear – 4:15
12. These Days are Numbered – 4:14
13. Gone – 6:26

## Formazione
- Charity Rose Thielen - voce, violino, percussioni
- Josiah Johnson - voce, chitarra, percussioni
- Jonathan Russell - voce, chitarra, percussioni
- Tyler Williams - batteria
- Chris Zasche - basso
- Kenny Hensley - pianoforte